# Adrian Cola Rienzi
Adrian Cola Rienzi (* 19. Januar 1905 in Palmyra, Region Princes Town; † 21. Juli 1972), Geburtsname Krishna Deonarine, war ein trinidadischer Politiker, Anwalt und Gewerkschafter.

## Frühe Jahre
Adrian Cola Rienzi wurde 1905 im wenige Kilometer östlich von San Fernando gelegenen Dorf Palmyra als Krishna Deonarine geboren. Sein Großvater war nach dem gescheiterten Sepoyaufstand aus Bihar, einer wirtschaftlich benachteiligten Region Indiens, geflohen und hatte sich auf Trinidad als Kontraktarbeiter verdingt. Da sein Vater Deonarine Tiwari das Familienvermögen verprasste, war die Familie gezwungen, nach San Fernando zu ziehen. Dort besuchte Krishna das renommierte Naparima College, das er wegen der finanziellen Verhältnisse der Familie jedoch nach drei Jahren verlassen musste.
Er fand eine Anstellung in einer Rechtsanwaltskanzlei. Der Anwalt J.C. Hobson weckte Deonarines Interesse an Büchern, außerdem erlangte Deonarine die Freundschaft des Friedensrichters Adrian Clarke, der für ihn zu einer weiteren Inspirationsquelle wurde. 1927 änderte Deonarine seinen Namen in Adrian Cola Rienzi; „Adrian“ stand dabei für Adrian Clarke und „Cola Rienzi“ für den römischen Politiker Cola di Rienzo, von dem er in Hobsons Büchern gelesen hatte. 1930 zog er nach Dublin, um am dortigen Trinity College Jura zu studieren. Ende 1931 zog er nach London und trat dem Middle Temple bei; 1934 wurde er zum Barrister ernannt und kehrte nach Trinidad zurück, wo er wegen seines Images als kommunistischer Agitator drei Monate darum kämpfen musste, als Barrister zugelassen zu werden.

## Politisches Wirken
Der ehemalige Kommandant des British West Indies Regiment Arthur Cipriani wurde 1923 zum Vorsitzenden der Gewerkschaft Trinidad Workingmen's Association (TWA) gewählt. Cipriani vergrößerte die Mitgliederzahl der TWA signifikant und warb im Bemühen um mehr indischstämmige Mitglieder u. a. Rienzi für die Gewerkschaft an, der 1925 zum Präsidenten der Sektion Süd der Gewerkschaft gewählt wurde. In den Folgejahren gründete Rienzi Zweigstellen der TWA in den neu entstandenen Arbeitersiedlungen rund um die Ölfelder; diese Arbeit an der Basis begründete seine spätere Popularität im Süden der Insel. Außerdem schrieb er für die East Indian Weekly, eine 1928 gegründete Wochenzeitung, die sich an Indo-Trinidadier richtete.
1934 gründete Cipriani den politischen Arm der TWA, die Trinidad Labour Party (TLP). Rienzi war gemeinsam mit Uriah Butler, zu dem Rienzi zu dieser Zeit ein ausgesprochen herzliches Verhältnis hatte, ein Unterstützer Ciprianis und eines der ersten Mitglieder der TLP. Wegen der je nach Sichtweise radikalen Ansichten Butlers und Rienzis bzw. der mangelnden Unterstützung Ciprianis für die Belange der Arbeiter kam es jedoch 1935 zum Zerwürfnis zwischen den Dreien. Butler wurde aus der TLP geworfen und gründete die British Empire Workers' and Citizens' Home Rule Party (BEWCHRP, im Volksmund „Butler Party“), die ihre Basis im mehrheitlich von Schwarzen bevölkerten Ölgürtel im Süden Trinidads hatte und deren Rechtsanwalt Rienzi war. Rienzi wurde von Cipriani als Kommunist geschmäht und verließ daraufhin die TLP, um die Trinidad Citizens League (TCL) zu gründen, die sich auf die indischstämmigen Arbeiter der Zuckerrohrplantagen in Mittel- und Nordtrinidad stützte.
Im Juni 1937 begannen Streiks auf den trinidadischen Ölfeldern im Süden der Insel, die rasch eskalierten und in die Butler Riots mündeten, gewalttätige Ausschreitungen, die auf die ganze Insel übergriffen. Rienzi zeigte sich zu dieser Zeit solidarisch mit Butler, der polizeilich gesucht wurde und untergetaucht war. Er versuchte vergeblich, zwischen Butler und der Regierung zu vermitteln, und gründete zwei Gewerkschaften, zu deren Vorsitzender er jeweils gewählt wurde: Die Oilfield Workers Trade Union der Ölarbeiter im Süden und die All-Trinidad Sugar Estates and Factory Workers Trade Union der Plantagen- und Fabrikarbeiter im Norden. Nachdem sich Butler im September 1937 den Behörden gestellt hatte, vertrat Rienzi ihn vor Gericht und bemühte sich während Butlers Haft bis 1945, dessen Ansehen bei seiner Gefolgschaft hoch zu halten. 1937 war er Mitglied der Forster-Kommission, die der britischen Regierung über die sozialen Zustände der Kolonie Trinidad und Tobago berichtete.
1938 war er Delegierter der Westindischen Inseln beim Weltjugendkongress in New York. Von 1938 bis 1944 war er Vorsitzender des Trinidad and Tobago Trades Union Council, des Verbandes trinidadischer Gewerkschaften. 1938 gewann Rienzi für die Trinidad Citizens League für den Wahlkreis San Fernando einen Sitz im legislativen Rat. 1939 wurde er Bürgermeister von San Fernando und hielt diesen Posten bis 1942. 1944 zog er sich aus der Politik zurück und konzentrierte sich auf seine Karriere als Anwalt.

## Wirken als Anwalt
Schon während seiner Zeit als Gewerkschaftsführer hatte Rienzi als Anwalt praktiziert und sich dabei für die Rechte der Indo-Trinidadier eingesetzt; zu seinen Erfolgen zählen die Anerkennung von nach hinduistischem Ritus geschlossener Ehen, das Recht von Indo-Trinidadiern, ihre Toten einzuäschern, sowie die Einführung nichtchristlicher konfessioneller Schulen. Als zugelassener Barrister konnte Rienzi eine Karriere im Staatsdienst verfolgen. Mit 39 Jahren wurde er 1944 zum stellvertretenden Kronanwalt ernannt; nach einigen weiteren Stationen im kolonialen Rechtsbetrieb wurde er 1959 Generalstaatsanwalt Trinidads und blieb dies bis 1961. 1964 schied er aus dem Berufsleben aus.

## Einordnung
Die britische Kolonie Trinidad war wie alle anderen Karibikinseln und -Anrainerstaaten signifikant von der Weltwirtschaftskrise betroffen. In der Folge traten in den britischen Karibikkolonien Arbeiterunruhen auf, zuerst im Februar 1934 in Britisch-Honduras, dem heutigen Belize. Auf Trinidad wurden die Interessen der Arbeiter unter anderem von Arthur Cipriani vertreten, dem ehemaligen Kommandanten Butlers im Ersten Weltkrieg und Bürgermeister von Port of Spain, der 1934 als deren Präsident die Gewerkschaft Trinidad Workingmen's Association (TWA) in die erste politische Partei Trinidads, die Trinidad Labour Party, umwandelte. Anfang der 1930er-Jahre schwand der Einfluss Ciprianis und anderer gemäßigter Gewerkschafter auf die Arbeiterschaft, die sich angesichts hoher Arbeitslosigkeit und schwindender Löhne zunehmend radikalisierte. 1934 wurde das durch dezentrale Landwirtschaft geprägte Zentraltrinidad zudem von einer Dürre geplagt, die den Reisanbau zeitweise unmöglich machte. Die Regierung unter Gouverneur Murchison Fletcher erkannte zunächst an, dass die im Juni 1937 begonnen „Butler Riots“ eine Folge der schwierigen Arbeitsbedingungen und geringen Löhne in der Ölindustrie seien, und trat in Verhandlungen mit den Arbeitern ein, schwenkte aber im Oktober 1937 auf Druck aus London hin auf eine repressive Politik um.
Während des Zweiten Weltkriegs, als Butler inhaftiert war, bauten die USA mit Zustimmung der Kolonialmacht Großbritannien im Rahmen des Zerstörer-für-Stützpunkte-Abkommens mehrere Militärbasen auf Trinidad. Die Folgen für die Situation der Arbeiter waren positiv: Es entstanden Tausende Jobs, die zudem besser bezahlt waren und bessere Arbeitsbedingungen boten als in der Zucker- und Ölindustrie. Gleichzeitig wurde insbesondere den nicht weißen Bewohnern Trinidads ihre Position als Bürger zweiter Klasse deutlich gemacht. In seiner 1940er-Neujahrsbotschaft in der Gewerkschaftszeitung Vanguard fasste Rienzi die Situation der trinidadischen Arbeiter prägnant zusammen:

“Then as now people were called upon to give their lives for King and Country, then as now they were told it was a war to make the world safe for Democracy. Yet these great exponents of Democracy have a colonial empire in which millions of their subjects are denied the elementary principles of Democracy”

„Damals (während des Ersten Weltkriegs) wie heute waren die Menschen aufgerufen, ihr Leben für König und Land zu geben, damals wie heute wurde ihnen gesagt, dass der Krieg dazu diene, die Demokratie zu verteidigen. Diese großen Vertreter der Demokratie aber führen ein Kolonialreich, in dem Millionen Untertanen die essentiellsten Grundlagen der Demokratie verwehrt werden.“

Nach Kriegsende, 1946, zogen sich die USA aus Trinidad zurück. Zum plötzlich einsetzenden Arbeitsmangel gesellte sich eine hohe Inflation; beides bereitete den Nährboden für weitere soziale Unruhen.

## Posthume Wirkung und Bewertung

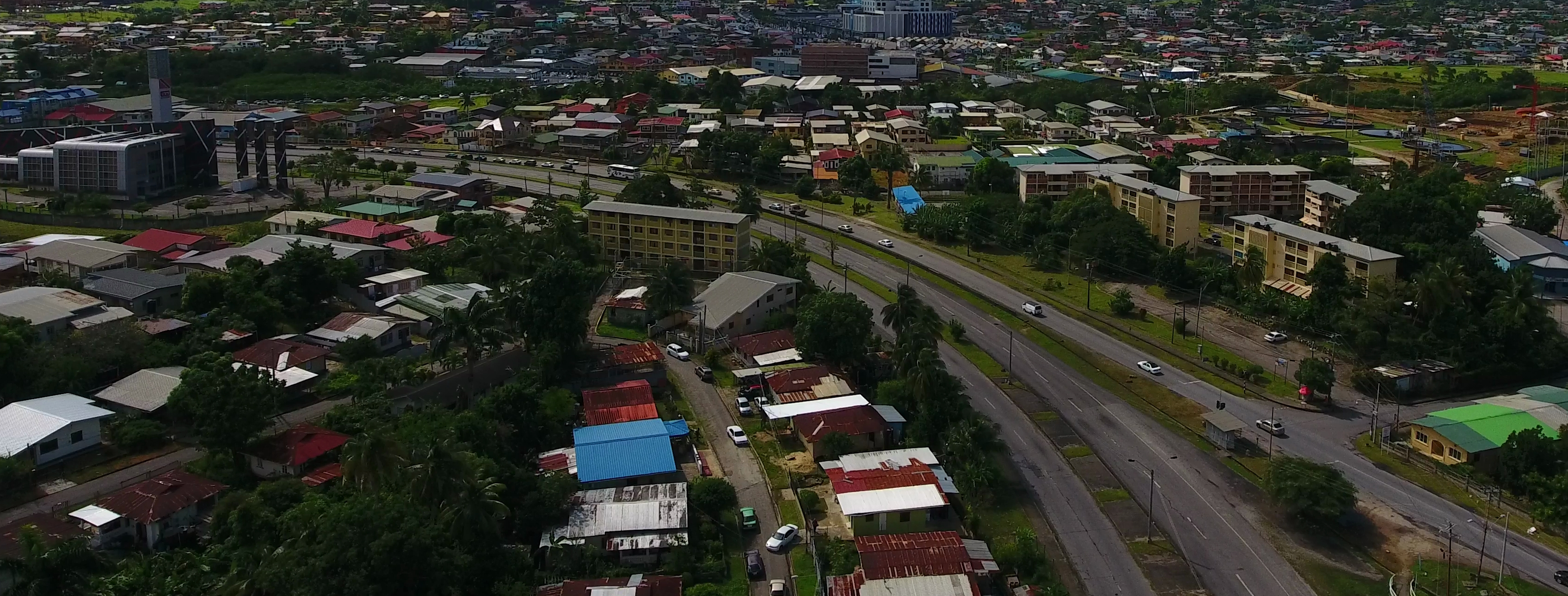
Rienzi Kirton Highway

Die Unabhängigkeitsbestrebungen Trinidads gingen wie in vielen britischen Kolonien auf die Unzufriedenheit der Arbeiterklasse mit den Arbeitsbedingungen in industriellen Betrieben und in der industriellen Landwirtschaft zurück. Der trinidadische Historiker Michael Anthony urteilte, dass es die Unabhängigkeit Trinidads „ohne die Hingabe von Menschen wie Adrian Cola Rienzi“ vielleicht nie gegeben hätte. Die britische Historikerin Bridget Brereton sieht Rienzi als „brillanten Organisator der Arbeiterbewegung“, der den Nationalstolz der indischstämmigen Trinidadier und die Interessen der Arbeiterklasse geschickt miteinander verwoben hätte. Der US-Soziologe und Historiker O. Nigel Bolland gesteht Rienzi eine führende Rolle beim Entstehen des trinidadischen Gewerkschaftswesens zu. Der trinidadische Journalist Hamid Ghany sieht im Trinidad Guardian Butler und Rienzi als „eindrucksvolles Team“ und bezeichnet Rienzi dabei als die „Intelligenzija“ hinter der Arbeiterbewegung der 1930er-Jahre, Butler hingegen als den militanten Part.
Ehrungen wurden Rienzi erst posthum zuteil. 1972 erhielt er die Public Service Medal of Merit in Gold. 2012 wurde ihm der Order of the Republic of Trinidad and Tobago verliehen, die höchste Auszeichnung Trinidads. 2013 wurde von der trinidadischen Regierung anlässlich des 50. Jahrestag der Unabhängigkeit des Landes eine Liste mit 50 „nationalen Ikonen“ veröffentlicht, zu denen auch Rienzi zählt. Der Rienzi Kirton Highway und die Rienzi Street in San Fernando sind nach Rienzi benannt, ebenso der Rienzi Complex in Couva, ein Gebäudekomplex, der unter anderem den Sitz des größten Oppositionspartei United National Congress (UNC) beherbergt und in dem die jährlichen Halbfinals des nationalen Musikwettbewerbs Trinidad Chutney-Soca Monarch stattfinden.